# 록시 (프로게이머)
록시(본명: 박효준, 2002년 1월 8일 ~ )은 대한민국의 전직 카트라이더 러쉬플러스 프로게이머이다. 선수 시절 아이디는 ROXY이다.

## 선수 시절
2021년 6월, Optimal 소속으로 참가하면서 커리어를 시작했다. 2021-1 시즌 팀전 준우승, 개인전 21위를 달성했다.
2021-2 시즌을 앞두고 레벨업지지에 입단했다. 2021-2 시즌 팀전 준우승, 개인전 21위를 달성했다.
2022시즌을 앞두고 게임코치와 재계약을 체결했다. 2022-1 시즌 팀전 준우승을 달성했다. 2022-2 시즌 팀전 준우승, 개인전 16위를 달성했다. 2022 KLC에 참가하여 팀전 준우승을 달성했다. 이후 팀이 해체되었다.
2023년 6월, Optimal 소속으로 활동한다. 2023 KLC에서 팀전 우승을 달성했다.

## 소속팀
| # | 팀명       | 소속 기간                 | 소속 리그 | 비고 |
| - | ---------- | ------------------------- | --------- | ---- |
| 1 | Optimal    | 2021                      | KRPL      |      |
| 2 | 레벨업지지 | 2021.09.24. ~ 2023.03.31. | KRPL      |      |
| 3 | Optimal    | 2023                      |           |      |

## 수상 내역
공식 대회 준우승 4회
- 2021 신한은행 헤이영 카트라이더 러쉬플러스 리그 시즌 1 팀전 준우승
- 2021 신한은행 헤이영 카트라이더 러쉬플러스 리그 시즌 2 팀전 준우승
- 2022 신한은행 헤이영 카트라이더 러쉬플러스 리그 시즌 1 팀전 준우승
- 2022 신한은행 쏠 카트라이더 러쉬플러스 리그 시즌 2 팀전 준우승
- 2022 카트라이더 러쉬플러스 레전드 챔피언십 팀전 준우승
- 2023 카트라이더 러쉬플러스 레전드 챔피언십 팀전 우승 (Optimal)